# Обской бульвар
Обской бульвар — очень короткая, около 140 м, улица в Барнауле. Проходит от Комсомольского до Сибирского проспекта, в перспективе должна соединить административно-деловой центр — площадь Советов — с берегом реки Обь.

## История
Впервые идея пробить выход из центра города к Оби возникала ещё в 1937 году, когда архитектор Александров впервые обозначил его в генеральном плане Барнаула.
В 1960 году Барнаульский горисполком утвердил генплан, разработанный Ленинградским проектным институтом. Задумывалось что Обской бульвар начинается от здания крайисполкома и завершается у высокого левого берега реки. Само здание крайисполкома (на проспекте Ленина, 59) должно было стать 16-этажным и увенчаться шпилем. На месте «Барнаульской крепости» предполагалось строительство 9-этажной гостиницы, соединенной переходами с новым зданием филармонии. Все объекты включались в так называемый общественный центр, застройка которого должна была закончиться в 1980 году к 250-летию Барнаула. Проект предполагал также размещение большого торгового центра, здания краевой библиотеки и клуба со зрительным залом на 800 мест. На берегу Оби хотели построить 24-этажную гостиницу и монумент в честь хлеборобов Алтая, а также обустроить смотровую площадку. Планировалось строительство фуникулёра, позже — пешеходного мостика на тросах к острову Побочень, который в последние десятилетия превратился в полуостров.
Интерес к проекту возник снова в 1981 году, когда проходил конкурс по обустройству центра Барнаула. В нём победили московские архитекторы из ЦНИИП градостроительства, предложившие выход к пойме реки через Обской бульвар — параллельно улице Молодёжной. Второе место в конкурсе заняли барнаульские архитекторы Николай Вдовин, Сергей Боженко, Виктор Четошников, Ли Джи-дзун.
В итоге с 50-х годов XX века за 5 десятилетий бульвар продвинулся лишь на квартал от проспекта Ленина до проспекта Комсомольского. После возведения здания библиотеки имени Шишкова удалось построить диагностический центр, пристройку к горбольнице, а также здания, где размещаются театр музкомедии и Алтайсбербанк.

## Современный проект
С 2003 года ведётся детальная проработка проекта. Готово технико-экономическое обоснование строительства и оформлен акт отвода земельного участка в соответствующих инстанциях.
Планом застройки Обского бульвара предусмотрена проработка территории восточнее проспекта Комсомольского в границах улиц Некрасова, Молодёжной, Промышленной и Димитрова общей площадью 28,5 га. На данной территории в настоящее время расположен частный сектор, в основном с ветхой усадебной застройкой.
От холма, на котором расположены Дом афганцев и мемориал воинов-интернационалистов, предполагается перекинуть пешеходный мост-платформу через Комсомольский проспект. В середине своей длины Обской бульвар изменит трассировку. На этом переломе предусмотрено создание площади, в центре которой отведено место под православный храм. Предполагается, что это должен быть главный храм Барнаула, так как пространство Обского бульвара позволяет разместить достаточно высокий объект культового назначения.
Формирование застройки предусмотрено преимущественно жилыми зданиями со встроенными объектами обслуживания. Выход бульвара на бровку надпойменной террасы акцентирован высотными объёмами гостиницы и жилым комплексом переменной этажности. Логическим завершением Обского бульвара станет гранитная набережная.

## Критика проекта
Главный архитектор Барнаула Сергей Боженко считает, что проект по застройке Обского бульвара не сможет стартовать в обозримом будущем из-за того, что он упирается в набережную: «нет транзита дальше, а значит, рентабельность проекта значительно снижается». Также он говорит о том, что в Барнауле есть более актуальные проблемы. Как, например, прокладка тоннеля под путями железнодорожного вокзала.